# Anna Torv
Anna Torv, född 7 juni 1979 i Melbourne, är en australisk skådespelare. Hon är känd som Olivia Dunham i TV-serien Fringe men även för att ha porträtterat författaren Charmian Clift i TV-serien So Long, Marianne. Clift begick självmord 1969. I Australien har hon rönt stor uppskattning för sin roll i The Newsreader, för vilken hon erhållit det prestigefulla priset AACTA Awards två år i följd. 
Torv föddes i Melbourne av ursprungligen skotska modern Susan Carmichael och estniske fadern Hans Arvid Tõrv. Torvs faster Anna dePeyster var gift med mediemogulen Rupert  Murdoch i drygt 30 år. Torv bodde många år i Los Angeles fram till 2020. Då flyttade hon på grund av covidpandemin tillbaka till Australien, tillsammans med en son.

## Filmografi i urval
- 2008–2013 – Fringe (TV-serie)
- 2015 – Dottern
- 2023 – The Last of Us (TV-serie)
- 2024 – So Long, Marianne (TV-serie)
- 2021–2025 – The Newsreader (TV-serie)